# ایلای لی‌لی اند کامپنی

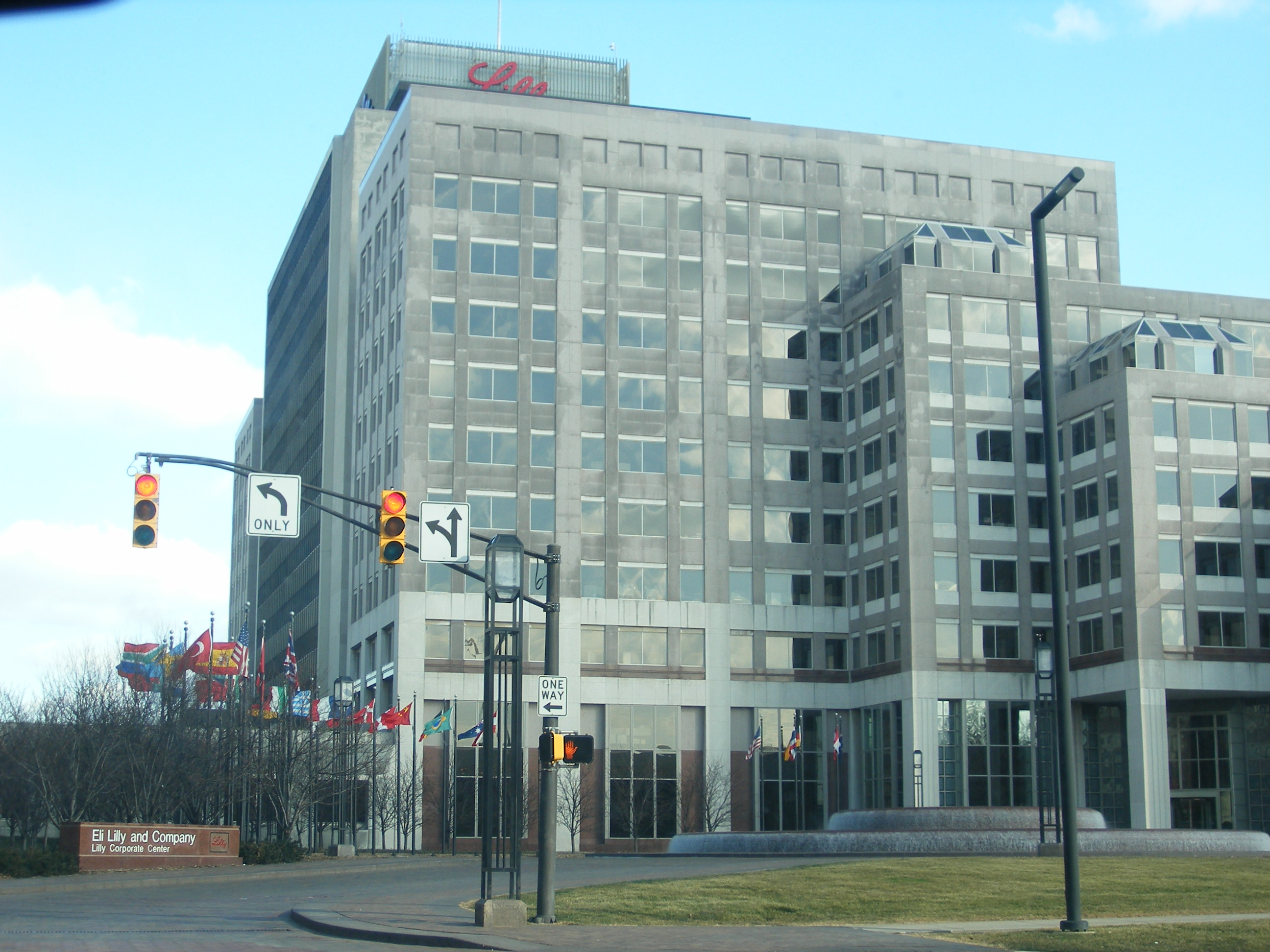
ساختمان مرکزی الای لی‌لی اند کمپانی، در ایندیاپولیس

ایلای لی‌لی اند کامپنی (به انگلیسی: Eli Lilly and Company) شرکت داروسازی آمریکایی است، که دفتر مرکزی آن در شهر ایندیاناپولیس، ایندیانا قرار دارد.
این شرکت همچنین دارای دفاتر رسمی در پورتوریکو و ۱۷ کشور دیگر می‌باشد و محصولات خود را در بیش از ۱۲۵ کشور به فروش می‌رساند. ایلای لی‌لی اند کامپنی در سال ۱۸۷۶ توسط سرهنگ الای لی‌لی؛ شیمی‌دان و داروساز آمریکایی تأسیس شد. وی از کهنه سربازهای جنگ داخلی آمریکا بود، که پس از پایان جنگ، اقدام به راه‌اندازی این شرکت، نمود.
شرکت لی‌لی اولین شرکتی بود، که اقدام به تولید انبوه پنی‌سیلین، واکسن فلج اطفال و انسولین در جهان نمود، همچنین یکی از اولین شرکت‌های دارویی بود، که انسولین انسانی، را تولید کرد. شرکت الای لی‌لی در حال حاضر بزرگترین تولید و پخش‌کننده داروهای روانپزشکی در جهان می‌باشد.
ایلای لی‌لی اند کامپنی در سال ۲۰۰۸ در فهرست فرچون ۵۰۰ در رتبه ۱۴۸ از بزرگترین شرکت‌های مستقر در ایالات متحده قرار گرفت. این شرکت جزء ۱۰ شرکت برتر دارویی جهان است. بخش از سهام شرکت الای لی‌لی در بازار بورس نیویورک دادوستد می‌شود. این شرکت همچنین جزئی از شاخص اس اند پی ۵۰۰ بشمار می‌آید.